# 鈴木一弘
鈴木 一弘（すずき かずひろ、1924年（大正13年）11月1日 - 2003年（平成15年）7月8日）は、日本の政治家。創価学会文化部長、川崎市議、神奈川県議を経て、1962年7月、参議院議員に当選し4期務める。

## 経歴
1924年11月1日に、静岡県で淳一郎うめ夫妻の長男として生まれる。
1944年、横浜高等工業学校(現横浜国立大学)機械工学科卒業。
1946年9月、日新工業に勤務。
1954年11月、創価学会男子部第1部隊長を兼務し、初代文化部長となる。
1955年4月、 川崎市議会議員選挙に、無所属で立候補し、当選する。
1959年4月、神奈川県議会議員選挙に、無所属で立候補し、当選する。
1962年7月1日、第6回参議院議員通常選挙に、全国区から無所属で立候補し、初当選する。
1964年、創価学会副理事長に就く。公明党結成に参加し、公明党政策局長に就任する。
1967年2月、公明党政策局長を退任し、公明党参議院議員団長に就任する。
1980年、公明党副書記長に就任する。
1985年、公明党副委員長に就任（同時に、渡部一郎も公明党副委員長に就任）する。
1986年7月、第14回参議院議員通常選挙に立候補せず、政界を引退する。
1990年2月、第39回衆議院議員総選挙後、公明党副委員長を退任する。
2003年7月8日、死去。享年78。

## エピソード
- 池田大作著『人間革命』に登場する「鈴本実」のモデルとなる。1953年(昭和28年)、「水滸会」の席上、選抜された43名の会員の一人だった「鈴本実」は、戸田城聖に、理性と感情の制御、悟りについて質問した後、更に、戸田の本地は何か、と尋ねて、戸田の逆鱗に触れる。[1]

## 役職歴
- 創価学会
  - 男子部第1部隊長
  - 文化部長
  - 副理事長
- 公明党
  - 参議院国会対策委員長
  - 中央執行委員
  - 政策局長
  - 政策審議会長
  - 参議院議員団長
  - 副書記長
  - 副委員長
- アジア民族協会代表理事

## 著書
- 宗教と労働運動